# Szombati Dávid János
Szombati Dávid János (Orosháza, 1985. augusztus 12. –) magyar képzőművész.

## Életpályája

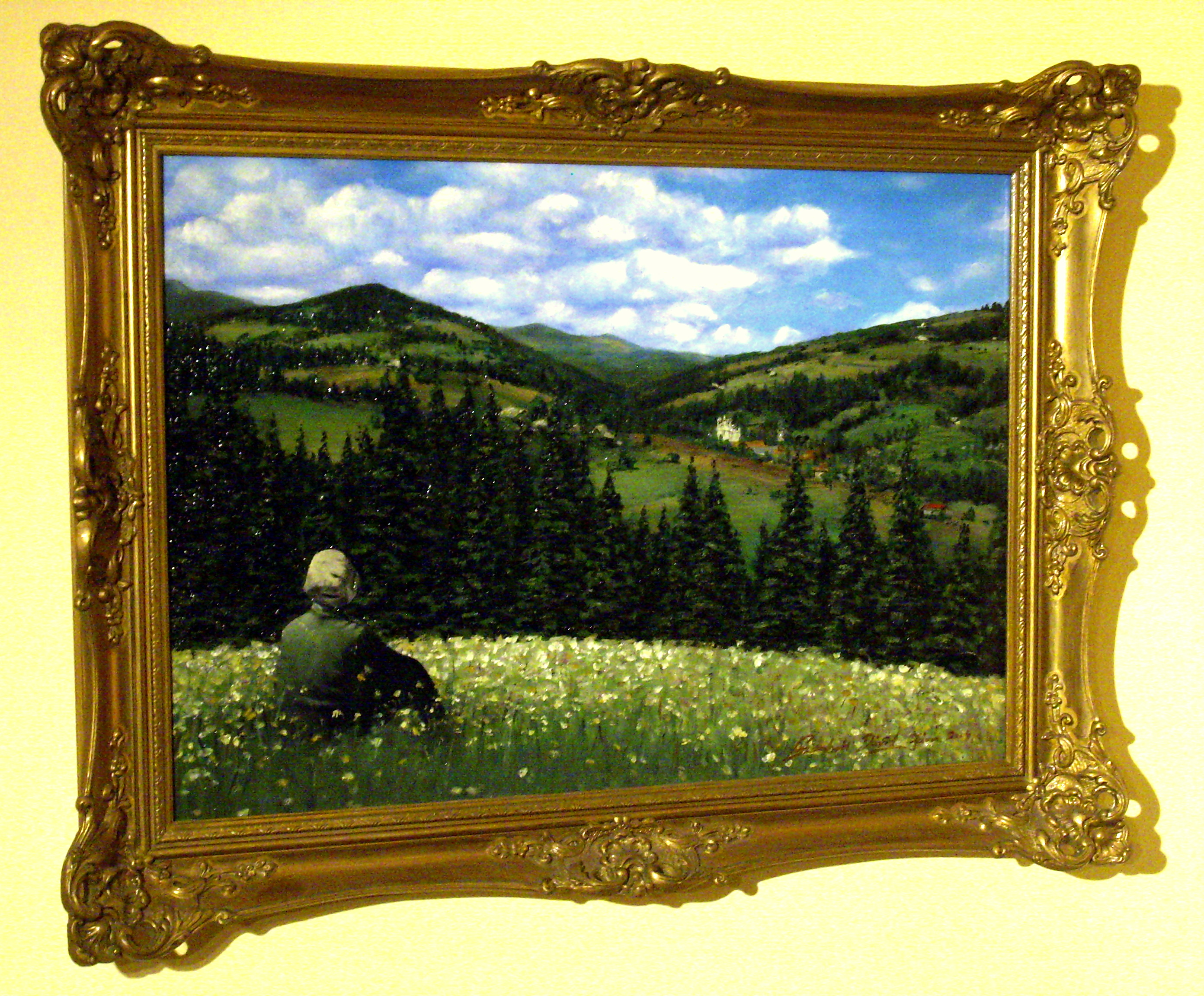
Távolban

Csorváson élő fiatal művész. Keramikusnak tanult, abban nagy örömét lelte. Magára viszont legelőször akvarelljeiből készült képeinek kiállításával hívta fel a figyelmet. Több helyi, területi és országos képzőművészeti pályázaton indult, melyeket sorra nyert. 13 pályázatból 12 első helyezés és egy különdíj. Önmagát polihisztornak valló, a művészeti ágak mindegyikébe belekóstoló lelkes fiatal. Művei az ország szinte minden pontján megtalálhatók. Jelenleg is aktív alkotó.
Első önálló kiállítása: 2003. december 10.

## Főbb munkái
- Távolban (70*50-es olaj, vásznon, 2004)
- Oroszlános fali ivókút (80*135 fali plasztika, samott, 2005)
- Horizont (40*15-ös acryl, farostlemez, 2006)